# Paragon Partners
Paragon Partners (kurz Paragon) ist eine deutsche Beteiligungsgesellschaft mit Sitz in München. Das Unternehmen wurde 2004 gegründet und ist inhabergeführt. Paragon konzentriert sich auf mittelständische Unternehmen mit einem etablierten Geschäftsmodell. Zu den Investoren zählen institutionelle Anleger wie Lebensversicherungen und Pensionskassen.

## Geschichte
2004 gründeten Edin Hadzic und Krischan von Moeller das Unternehmen. Hadzic hatte als Partner von Triton bereits Erfahrung im Private-Equity-Segment. Von Moeller war für die Holtzbrinck Publishing Group und die Boston Consulting Group tätig. 2010 stieg Marco Attolini, zuvor ebenfalls bei Triton, als dritter Partner in das Unternehmen ein.
Nach ersten erfolgreichen Investitionen wurde Paragon Secondary Partners gegründet, um weitere Beteiligungen zu bündeln. Der Investmentfonds war bis 2011 aktiv. 2008 legte Paragon dann schließlich den Paragon Fund I mit einem Volumen von rund 200 Millionen Euro auf. 2009 erreichte das Unternehmen größere Bekanntheit mit der Übernahme der Schülerhilfe, dem deutschen Marktführer für Nachhilfe.
Der 2014 mit rund 400 Millionen Euro gestartete Paragon Fund II wollte die insolvente Verlagsgruppe Weltbild erwerben, um sie zu sanieren und als Ganzes zu erhalten. Aufgrund von Differenzen über Details der Transaktion musste Paragon sein Angebot nachbessern, scheiterte jedoch an der Übernahme. 2015 beteiligte sich Paragon am Bieterkampf um den Balda-Konzern, kam aber auch hier letztendlich nicht zum Zug.
2019 startete das Unternehmen unter dem Kürzel Paragon Fund III seinen vierten Investmentfonds. Dafür sammelte Paragon fast 800 Millionen Euro ein. Dies ermöglichte unter anderem den Erwerb des Industriedienstleisters Castolin Eutectic. Es handelte sich um eine der größten Private-Equity-Transaktionen in Deutschland während der Corona-Pandemie.

## Unternehmensstruktur
Paragon firmiert als Gesellschaft mit beschränkter Haftung (GmbH) nach deutschem Recht. Ihr Gegenstand erstreckt sich auf die Beteiligung an anderen Unternehmen sowie die Beratung in diesem Zusammenhang. Die Paragon Funds I, II und III sind als haftungsbeschränkte Kommanditgesellschaften (GmbH & Co. KG) strukturiert.
Gesellschafter von Paragon sind Marco Attolini, Edin Hadzic und Krischan von Moeller. Sie halten jeweils ein Drittel der Anteile und bilden auch die Geschäftsführung des Unternehmens. Derzeit arbeiten rund 35 Personen für Paragon.

## Beteiligungen
Paragon beteiligt sich für mehrere Jahre an mittelständischen Unternehmen in Deutschland, Österreich und der Schweiz. In der Regel erwirbt Paragon eine Mehrheit und unterstützt Unternehmen bei ihrer strategischen und operativen Entwicklung, um den Unternehmenswert zu steigern. Bis zum Weiterverkauf dauert es üblicherweise fünf bis sieben Jahre.
Seit 2004 hat Paragon in mehr als 30 Unternehmen investiert. Derzeit umfasst das Portfolio etwa ein Dutzend Unternehmen, darunter Pro Optik und die Weka Group. Alle Beteiligungen haben zusammen 6.000 Mitarbeiter und erzielen einen Umsatz von 1,3 Milliarden Euro.